# Centro de Investigaciones de Vuelo Armstrong
El Centro de Investigaciones de Vuelo Armstrong (del inglés: Armstrong Flight Research Center), también conocido como Dryden Flight Research Center (DFRC) y ubicado dentro de la Base Aérea de Edwards, es una de las más mayores instalaciones con las que cuenta la NASA para desarrollos de proyectos enfocados principalmente en la aviación.
El Centro de Investigación de Vuelo Dryden (DFRC), ubicado dentro de la Base Aérea Edwards, es un centro de investigación aeronáutica operadas por la NASA. 26 de marzo de 1976, fue nombrado en honor del fallecido L. Hugh Dryden, un ingeniero aeronáutico que prominentes en el momento de su muerte en 1965 fue administrador adjunto de la NASA. En primer lugar conocido como el Comité Consultivo Nacional para la Aeronáutica Unidad de Prueba Muroc vuelo, el DFRC también ha sido conocida como la Estación de Vuelo de alta velocidad de Investigación (1949) y la Estación de Vuelo de alta velocidad (1954).
Dryden es el sitio principal de la NASA para la investigación aeronáutica y opera algunos de los aviones más avanzados del mundo. También alberga los portaaviones de traslado (SCA), un Boeing 747 modificado diseñado para llevar un transbordador espacial orbital de vuelta al Centro Espacial Kennedy, si uno aterriza en Edwards. David McBride es actualmente el director del centro. [1] El éxito Kevin Petersen, quien se retiró en abril de 2008 [2].
Hasta el año 2004, Dryden operó el mayor bombardero B-52 Stratofortress, un modelo B-52B (número de cola 008) que se había convertido en lanzador de aviones de prueba, conocido como 'bolas 8'. Lanzó un gran número de vehículos de prueba supersónicos, que fueron desde el X-15 a su último programa de investigación, el hipersónico X-43A, impulsado por un cohete Pegasus. El avión fue retirado y, actualmente, se encuentra expuesto permanente junto a la Puerta Norte de Edwards, un lugar apropiado para una aeronave que fue sin duda el mayor contribuyente a la industria aeroespacial y el desarrollo de pruebas de vuelo.